# NGC 3530
NGC 3530 ist eine linsenförmige Galaxie vom Hubble-Typ S0-a im Sternbild Großer Bär am Nordsternhimmel. Sie ist schätzungsweise 88 Millionen Lichtjahre von der Milchstraße entfernt.
Das Objekt wurde am 8. April 1793 von Wilhelm Herschel entdeckt.